# Colletotrichum helicis
Colletotrichum helicis är en svampart som först beskrevs av Jean Baptiste Desmazières, och fick sitt nu gällande namn av Morgan-Jones 1971. Colletotrichum helicis ingår i släktet Colletotrichum och familjen Glomerellaceae.   Inga underarter finns listade i Catalogue of Life.